# Герцог д’Аркур
Герцог д’Аркур (фр. duc d'Harcourt) — французский дворянский титул.

## История
Барония Тюри была в сентябре 1578 возведена жалованной грамотой Генриха III в ранг маркизата для Пьера де Монморанси, барона де Фоссё, и его мужского и женского потомства.
Барония Ла-Мот с землями Сени, Гренбок, Сен-Мартен-де-Салон и барониями Мери, Клевиль и Варавиль были возведены жалованной грамотой Генриха IV, данной в августе 1593 в Сен-Дени, в ранг маркизата под названием Ла-Мот-Аркур для Пьера д'Аркура, барона де Бёврона, и его мужского и женского потомства. Это пожалование было зарегистрировано Руанским парламентом 23 января 1597.
Маркизаты были объединены и возведены в ранг герцогства под названием Аркур для Анри д’Аркура, маркиза де Бёврона, и его мужского потомства жалованной грамотой, данной Людовиком XIV в Версале в марте 1700, и зарегистрированной Парижским парламентом 19 марта, Счетной палатой 23 июня, а парламентом и Счетной палатой в Руане 2 августа 1701.
Жалованной грамотой от сентября 1709, зарегистрированной 19 августа 1710 герцогство Аркур было возведено в ранг пэрии.

## Герцоги д'Аркур
- 1700—1718 — Анри д’Аркур (1654—1718)
- 1718—1750 — Франсуа д’Аркур (1689—1750)
- 1750 — Луи Абрахам д'Аркур (1694—1750)
- 1750—1783 — Анн-Пьер д’Аркур (1701—1783)
- 1783—1802 — Франсуа-Анри д’Аркур (1726—1802)
- 1802—1839 — Мари-Франсуа д’Аркур (1755—1839)
- 1839—1840 — Альфонс д’Аркур (1785—1840)
- 1840—1865 — Эжен д’Аркур (1786—1865)
- 1865—1895 — Шарль Франсуа Мари д’Аркур (1835—1895)
- 1895—1908 — Эжен Франсуа Анри д’Аркур д’Аркур (1864—1908)
- 1908—1997 — Франсуа Шарль д’Аркур[фр.] (1902—1997)
- 1997—2020 — Франсуа Анри д’Аркур[фр.] (1928—2020)
- с 2020 — Жоффруа д’Аркур (р. 1952)